# Sacoșu Turcesc
Sacoșu Turcesc (en hongrois : Törökszákos, en allemand : Türkisch Sakosch) est une commune du județ de Timiș en Roumanie.